# Słupsko (Rudziniec)
Słupsko (deutsch Slupsko, 1936–1945 Solmsdorf) ist eine Ortschaft in Oberschlesien. Sie liegt in der Gemeinde Rudziniec (Rudzinitz) im Powiat Gliwicki (Landkreis Gleiwitz) in der Woiwodschaft Schlesien.

## Geografie
Słupsko liegt neun Kilometer nordöstlich vom Gemeindesitz Rudziniec (Rudzinitz), 20 Kilometer nordwestlich von der Kreisstadt Gliwice (Gleiwitz) und 41 Kilometer westlich von der Woiwodschaftshauptstadt Kattowitz.
Östlich befindet sich der Stausee Słupsko.

## Geschichte
Der Ort entstand spätestens im 13. Jahrhundert. 1295–1305 wurde der Ort im Liber fundationis episcopatus Vratislaviensis (Zehntregister des Bistums Breslau) erstmals urkundlich als „Slubzhec“ erwähnt.
Der Ort wurde 1783 im Buch Beyträge zur Beschreibung von Schlesien als Slupsko erwähnt, gehörte einem Herrn Zmeskal und lag im Kreis Tost des Fürstentums Oppeln. Damals hatte er 149 Einwohner, ein Vorwerk, acht Bauern, 19 Gärtner und einige Häusler. 1865 bestand Slupsko aus einem Rittergut und einem Dorf. Das Gut gehörte dem Grafen zu Solms-Rösa, dem Gut gehörte das Vorwerk Jagiella an. Der Ort hatte zu diesem Zeitpunkt sieben Bauernstellen, 25 Gärtnerstellen und elf Häuslerstellen, sowie ein Gemeindehaus und eine Wassermühle. Zum Dorf gehörte auch die Kolonie Jagiella. Kirche und Schule befanden sich in Ponischowitz.
Bei der Volksabstimmung in Oberschlesien am 20. März 1921 stimmten vor Ort 108 Wahlberechtigte für einen Verbleib Oberschlesiens bei Deutschland und 172 für eine Zugehörigkeit zu Polen. Slupsko verblieb nach der Teilung Oberschlesiens beim Deutschen Reich. 1936 wurde der Ort im Zuge einer Welle von Ortsumbenennungen der NS-Zeit in Solmsdorf umbenannt. Bis 1945 befand sich der Ort im Landkreis Tost-Gleiwitz.
1945 kam der bis dahin deutsche Ort unter polnische Verwaltung und wurde anschließend der Woiwodschaft Schlesien angeschlossen und ins polnische Słupsko umbenannt. 1950 kam der Ort zur Woiwodschaft Kattowitz. 1999 kam der Ort zum wiedergegründeten Powiat Gliwicki und zur Woiwodschaft Schlesien.

## Bauwerke
- Nepomukkapelle, Wegkapelle mit Nepomukfigur
- Stausee